# Edmond-Joseph Bourque
Pour les articles homonymes, voir Bourque.
Edmond-Joseph Bourque, né à l'Assomption (Canada), le 22 janvier 1843 et mort le 12 décembre 1921, est un médecin neuropsychiatre et professeur canadien. 
Il complète ses études doctorales à l'École de médecine et de chirurgie de Montréal, puis il poursuit sa formation comme médecin aliéniste à Londres et à Paris, auprès de Sir George Savage, Valentin Magnan et Jean-Martin Charcot. À son retour à Montréal occupe le poste de médecin-en-chef à l'Asile psychiatrique Saint-Jean-de-Dieu pendant 23 ans, de 1886 à 1909.  

En tant que médecin-en-chef de l'institution, E.-J. Bourque collabore de près avec le Dr. Georges Villeneuve, surintendant médical. Leur approche préconise pour les patients un régime d'espaces ouverts et sans contraintes, un rythme de vie régulier, et une réadaptation basée sur le travail et les loisirs. À la demande des religieuses, E.-J. Bourque introduit aussi à Saint-Jean-de-Dieu une thérapie par les bains ("hydrothérapie" élaborée par S. Kneipp). 
"Le traitement matériel consiste dans le repos au lit, dans les bains chauds, et surtout dans les distractions bien mesurées, dans les occupations de tous genres, dans le travail même, travail bien entendu exécuté non dans un but productif mais simplement curatif et surveillé par le médecin. C'est en un mot ce que nous appelons le régime de l' "open door", de la bonne et saine liberté, régime basé sur la confiance accordée aux malades et que, je me hâte de le dire, ils justifient pleinement." - G. Villeneuve.
L'Asile Saint-Jean-de-Dieu prend l'aspect d'une petite ville. E.-J. Bourque doit y superviser les soins de 1 000 à 1 500 patients,. Cependant, sur ce nombre, le tiers des patients ne fait qu'un court séjour à l'Asile, sans doute durant une période de difficultés personnelles ou familiales particulières: jugés "guéris", ils retournent ensuite dans leurs familles,. 
Professeur agrégé de médecine à l'Université Laval à Montréal et membre de la Société médico-psychologique de Paris, E.-J. Bourque participe notamment au Congrès International de médecine mentale à Paris (1889), où il rend hommage à l'engagement des Sœurs de la Providence de Montréal auprès des personnes atteintes d'aliénation mentale. Il participe aussi à la diffusion des connaissances en psychiatrie et en neurologie au Canada, et il prend position à l'occasion sur des questions d'intérêt politique.   
Sa sépulture est située dans le Cimetière Notre-Dame-des-Neiges, à Montréal. Le fils d'E.-J. Bourque, Edmond, sera également médecin, ainsi que son petit-fils, Henri, et son arrière-petit-fils, André Bourque.